# Omar Magnergård
Omar Magnergård, född 19 januari 1935 i Loftahammar, död 24 november 2021, var en svensk journalist och författare. Han arbetade under en lång tid på Svenska Dagbladet (från 1959 till slutet av 2000, då han gick i pension). Även efter pensioneringen fortsatte han skriva artiklar för tidningen.  Han arbetade bland annat som läsarombudsman på tidningen.
I sin tidiga karriär jobbade han på Skaraborgs Läns Tidning, Nacka-Saltsjöbadens Tidning, Morgonbladet och Utrikesdepartementet innan han 1959 började på Svenska Dagbladet. Han var krigskorrespondent i Kongo, Mellanöstern och på Cypern. Under 1978–79 var han tidningens Amerikakorrespondent.
Han var på plats som reporter på Kungsgatan i Stockholm när Sverige övergick till högertrafik 1967 och återigen på dagen 50 år senare.
Magnergård var reservofficer från Hälsinge regemente och var senare aktiv inom psykologiska försvaret av Sverige.
Tillsammans med Elisabeth Tarras-Wahlberg skrev han boken Mitt liv med prins Bertil om vännen prinsessan Lilian.
Omar Magnergård är far till journalisten Roger Magnergård. Han är äldre halvbror till formgivaren Ragnar Magnergård.